# Penniverpa insular
Penniverpa insular är en tvåvingeart som beskrevs av Webb 2008. Penniverpa insular ingår i släktet Penniverpa och familjen stilettflugor.
Artens utbredningsområde är Jamaica. Inga underarter finns listade i Catalogue of Life.